# マルセロ・ボルドン
マルセロ・ジョゼ・ボルドン（Marcelo José Bordon、1976年1月7日 - ）は、ブラジル・サンパウロ州、リベイラン・プレト出身の元同国代表のサッカー選手。2011年に現役を引退した。ポジションはディフェンダー。

## 経歴
キャリアの大半をドイツで過ごした。

## 所属クラブ
- サンパウロFC 1994-1998
- VfBシュトゥットガルト 1998-2004
- シャルケ04 2004-2010
- アル・ラーヤンSC 2010-2011

## 代表歴
- ブラジル代表